# Northern Territory
Das Northern Territory ['nɔːðən ˈtɛɹɪtɹɪ] (Abkürzung NT, deutsch Nordterritorium) ist ein australisches Bundesterritorium, d. h. eine Verwaltungseinheit, die im Gegensatz zu den Gliedstaaten wie Western oder South Australia keine Eigenstaatlichkeit besitzt. Allerdings ist dem Territorium durch Bundesgesetz ein großes Maß an Selbstverwaltung zugestanden worden, wodurch dessen Status faktisch an den der Gliedstaaten angeglichen wurde; jedoch kann jedes Gesetz des Territoriums vom Bundesparlament wieder aufgehoben werden, wie es mit einem Gesetz (Rights of the Terminally Ill Act) geschehen ist, das die aktive Sterbehilfe erlaubt hatte. Das Territorium ist mit ca. 243.800 Einwohnern äußerst dünn besiedelt. Die Bevölkerung ist multikulturell; so wird in 24,1 % der Haushalte eine nicht-englische Muttersprache gesprochen.
In den drei größten Städten Darwin, Palmerston und Alice Springs leben fast 80 % der Bevölkerung des Territoriums.

## Geographie
Das Northern Territory befindet sich auf dem australischen Kontinent östlich des 129. und westlich des 138. Längengrades sowie nördlich des 26. Breitengrades. Es grenzt im Westen an Western Australia, im Süden an South Australia und im Osten an Queensland. Im Norden wird es von der Timorsee, der Arafurasee und dem Golf von Carpentaria begrenzt.
Die Küste des Festlandes ist ca. 5500 Kilometer lang und wird durch Buchten und Flussmündungen stark gegliedert; es wechseln sich Sumpfgebiete mit Sandstränden ab, vereinzelt gibt es auch steile Abschnitte. Zum Northern Territory zählen einige Inseln, unter anderem Groote Eylandt, Melville Island, Bathurst Island und die Wessel-Inseln. Dadurch verdoppelt sich die Länge der gesamten Küstenlinie auf knapp 11.000 Kilometer.
An das Küstengebiet schließt sich ein ausgedehntes Flachland an, das durch Plateaus (z. B. Arnhemland) und Tafelländer (z. B. Barkly Tableland) gekennzeichnet ist. Erst im Süden prägen Inselgebirge die Landschaft, die vorwiegend in Ost-West-Richtung verlaufen. In den dortigen MacDonnell Ranges befindet sich auch der Mount Zeil, mit 1.531 Metern der höchste Punkt des Northern Territorys. Weite Teile im Süden sind von Dünen bedeckt (z. B. Simpsonwüste).
Die Gesamtfläche beträgt 1.349.130 km², was ungefähr der vierfachen Fläche Deutschlands entspricht. Neben Darwin (120.000 Einwohnern) zählen Palmerston (28.030), Alice Springs (27.481), Litchfield (18.277), Katherine (9.912), Tennant Creek (5.634) und Nhulunbuy (3.719) zu den größeren Orten.
Das Northern Territory wird in 17 Local Government Areas gegliedert, siehe Local Government Areas im Northern Territory.

## Klima
Im Landesinneren herrscht arides Klima, die Küstenregion im Norden hingegen wird vom feucht-heißen Monsun und heftigen tropischen Wirbelstürmen (Zyklonen) bestimmt.
Die Höchsttemperaturen können im tropischen Norden des Landes in der Zeit von November bis April rund 34 °C erreichen. In dieser Zeit ist auch die Luftfeuchtigkeit am höchsten und es ist teilweise mit starken Monsunregenfällen zu rechnen, so dass unbefestigte Straßen zu touristischen Zielen zeitweise nicht passierbar sind. In den übrigen Monaten sinken die Temperaturen ein wenig und auch die Luftfeuchtigkeit ist geringer.
Zentralaustralien hat ein trockenes Klima, bei Höchsttemperaturen in den australischen Sommermonaten um bis zu 51 °C, die in den übrigen Monaten, vor allem im Juni, Juli bis auf 20 °C absinken können. In den Nächten können die Temperaturen hier zwischen April und September bis auf wenige Grad Celsius abkühlen.

## Geschichte

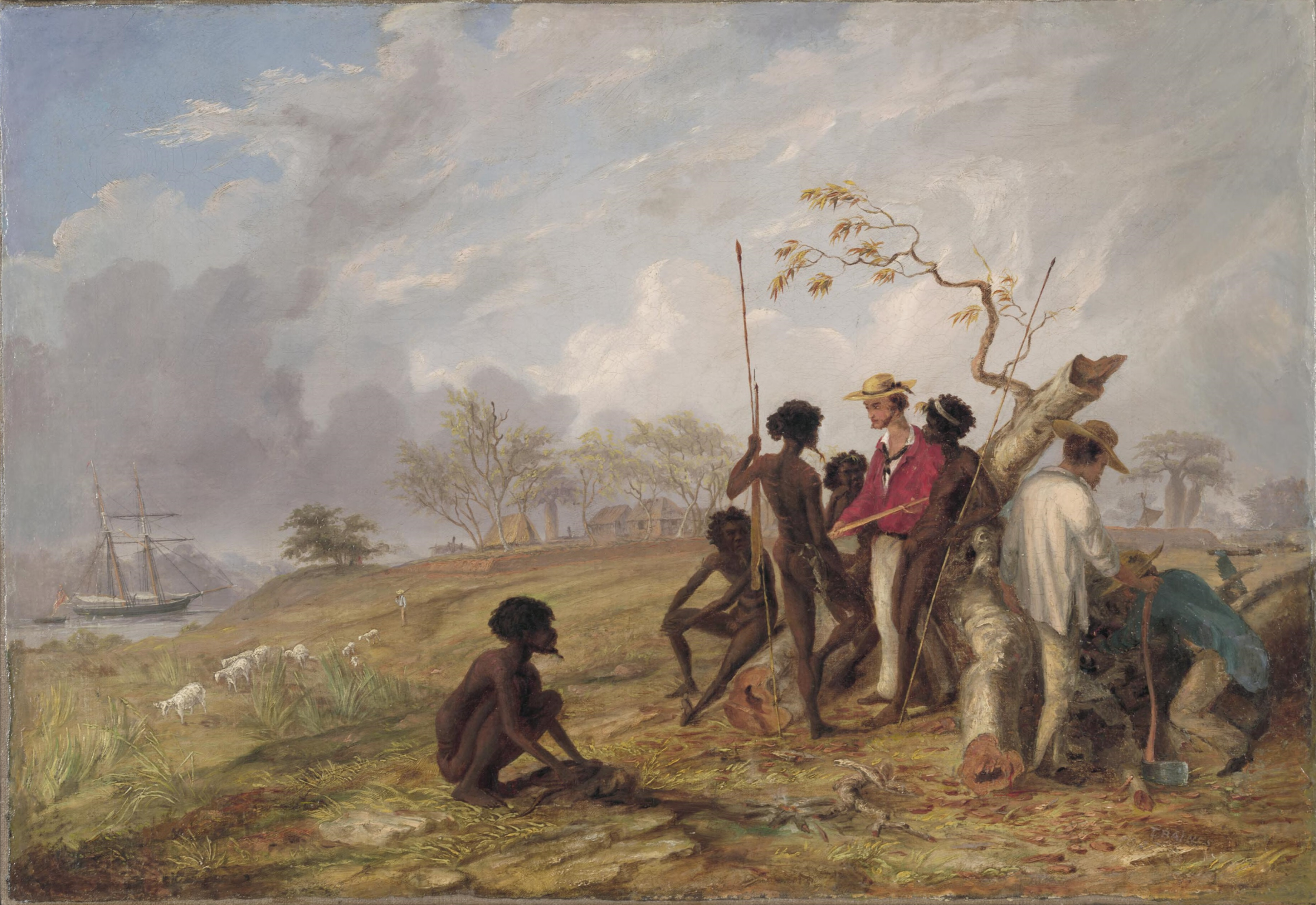
Thomas Baines mit Aborigines in der Nähe der Mündung des Victoria River

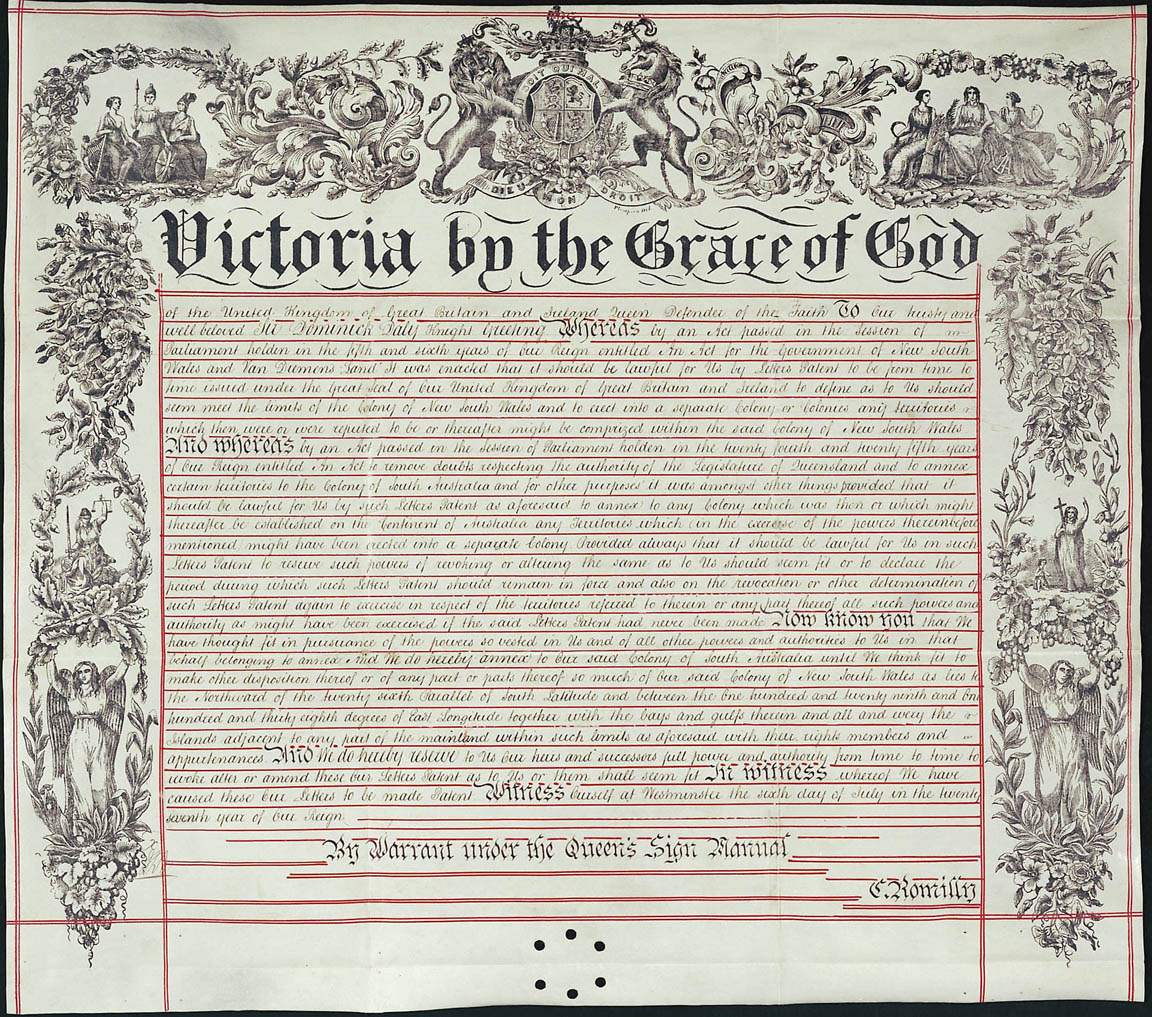
Die Urkunde, mit der das Northern Territory an South Australia übertragen wurde, 1863

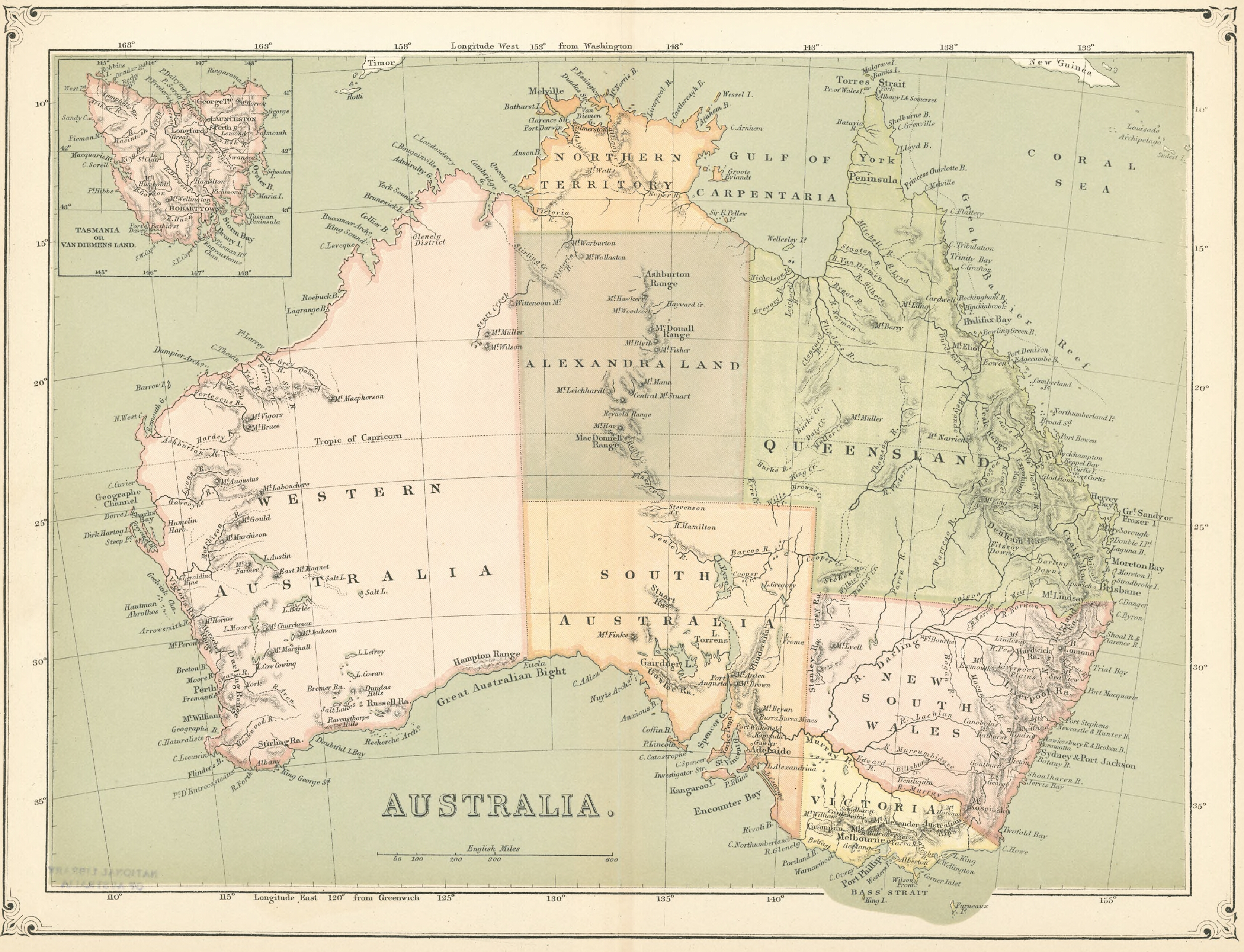
Karte von Alexandra Land, 1879

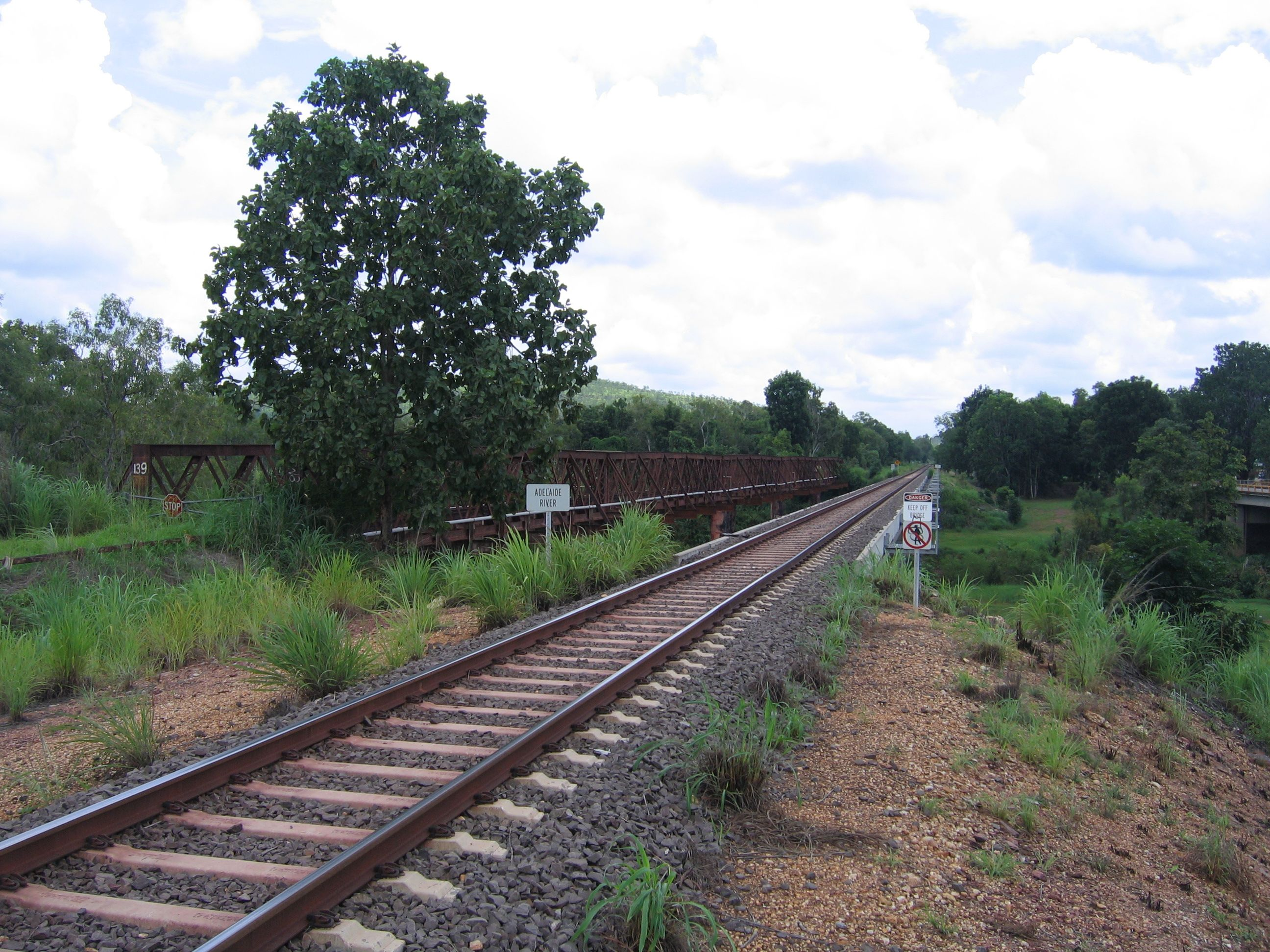
Eisenbahnbrücke über den Adelaide River, Teil der Eisenbahnlinie Darwin–Pine Creek

Auf dem Gebiet des Northern Territorys leben seit circa 40.000 Jahren Aborigines, sowohl in den tropischen Gebieten des Nordens als auch in den ariden Gebieten des Zentrums. Die Küstenbewohner trieben seit mindestens fünf Jahrhunderten extensiven, saisonalen Handel mit Bewohnern Indonesiens.
Nach ersten Sichtungen durch Europäer im 17. Jahrhundert versuchten die Briten im 19. Jahrhundert, eine Siedlung an der Nordküste zu errichten.
Auf seiner ersten Expedition von 1844 bis 1845 gelang Ludwig Leichhardt die erste Durchquerung von Queensland bis nach Port Essington im Northern Territory. John McDouall Stuart gelang es als erstem auf dem Landweg von Adelaide die Küste des Nordterritoriums – genauer Adam Bay an der Mündung des Adelaide River am Van-Diemen-Golf – zu erreichen. Eine Strecke von rund 2000 Meilen.

### Unter südaustralischer Verwaltung von 1863 bis 1911
Das Gebiet war von 1825 bis 1863 Teil des kolonialen New South Wales, mit einer kurzen Unterbrechung als Teil der nur kurz existierenden Kolonie North Australia zwischen Februar und Dezember 1846.
In jener Zeit bemühten sich die Regierungen von Queensland und Südaustralien, das Territorium von Neusüdwales übertragen zu bekommen. Queensland nahm von diesem Ansinnen aber wieder Abstand. 1863 wurde es schließlich unter dem Vorbehalt des jederzeitigen Widerrufs an Südaustralien übertragen. Auf Betreiben von McDouall Stuart wurde das Gebiet südlich des 16. Breitengrads bis zum 26. Breitengrad, d. h. der Grenze zu Südaustralien, zu Ehren von Alexandra, der Princess of Wales und späteren Königin von England, Alexandra Land genannt. Es umfasste eine Fläche ziemlich genau einer Million Quadratkilometern. Dieser Begriff wurde in Folge gelegentlich auch für das gesamte Nordterritorium verwendet, geriet aber spätestens nach der Übertragung des Nordterritoriums an die australische Bundesregierung 1911 in Vergessenheit.
1864 beauftragte die Regierung von South Australia den ehemaligen Premierminister Boyle Finniss, die Gegend um die Mündung des Adelaide River nach einer möglichen Siedlung zu erforschen. Er ließ eine Siedlung in Escape Cliffs errichten und erforschte zusammen mit Frederick Henry Litchfield die Gegend um das heutige Darwin. Am 5. Januar 1869 wurde deshalb an der Stelle von Darwin mit 135 Siedlern Palmerston gegründet, benannt nach dem britischen Premierminister Lord Palmerston. 1870 bis 1872 wurde die Überlandtelegraphenverbindung errichtet.
1883 ersuchte die Regierung Südaustraliens unter Ministerpräsident John Cox Bray die volle und dauerhafte Überantwortung des Nordterritorriums an Südaustralien, was aber abgelehnt wurde, da man sich die Möglichkeit das Territorium zu einer separaten Kolonie zu erklären, vorbehalten wollte.
Zwischen 1883 und 1889 wurde zudem eine Eisenbahnlinie zwischen Darwin und Pine Creek gebaut. Die Rinderzucht entwickelte sich zu einem wichtigen Wirtschaftszweig, sodass das Gebiet des heutigen Northern Territorys um 1911 nicht nur 513.000 Rinder, sondern mit Victoria River Downs die damals größte Rinderfarm der Erde beherbergte. Zudem setzte ab den 1870er Jahren der Bergbau ein, da bei Grove Hill (1872), Pine Creek, Brocks Creek und Burrundi Gold sowie bei Daly River auch Kupfer gefunden wurden.
Südaustralien hatte große Hoffnungen auf die wirtschaftliche Erschließung des Gebietes und träumte von der Anpflanzung von Zuckerrohr, Tabak, Baumwolle und selbst Kaffee. Karge Böden, wenig Wasser und unerbittlicher Sonnenschein ließen aber aus all dem nichts werden. Bis 1879 hatten sich gerade mal eintausend Europäer im Alexandraland niedergelassen, die zudem nicht einmal zum Steueraufkommen Südaustraliens beitrugen.
Insgesamt blieb das Nordterritorium ein Zuschussgeschäft für Südaustralien. Kurz nachdem sich die australischen Kolonien 1901 zum Commonwealth of Australia (Bund Australien) vereinigt hatten, ersuchte die Regierung des nunmehrigen Bundesstaates Südaustralien, das gesamte Nordterritorium an den australischen Bund zu übergeben. 1911 übernahm der Bund schließlich die Verwaltung des Territoriums.
Zu Beginn des Jahres 1903 wurde geschätzt, dass das Nordterritorium 3884 Einwohner hatte. Davon waren lediglich 880 Europäer, zweitausend waren Chinesen und Hunderte Japaner und Malayen. Die Eingeborenen wurden damals noch nicht gezählt. 1902 hatte das Territorium einen Wanderungsverlust von knapp 200 Leuten. Auch wenn der Mangel an billigen Arbeitskräften als einer der Hauptgründe für die mangelnde wirtschaftliche Entwicklung des Territoriums angesehen wurde, wurde ein Massenzuzug von Asiatics abgelehnt.
Am 1. Januar 1911 übernahm der Australische Bund die Verwaltung des Territoriums. In jenem Jahr hatte das Territorium 3271 Einwohner, davon 2673 Männer und 598 Frauen, ohne Berücksichtigung von Eingeborenen. Seit 1890 entsandte das Territorium zwei Abgeordnete in das südaustralische Parlament. Eine Repräsentation im australischen Parlament war zunächst nicht vorgesehen.

### Bundesterritorium ab 1911
Gegen Ende 1912 wuchs der Gedanke, dass der Name „Northern Territory“ nicht zufriedenstellend sei. Es wurden die Namen „Centralia“, „Territoria“ und – analog zu Queensland – „Kingsland“ (nach George V.) vorgeschlagen, von denen der letzte den größten Rückhalt genoss. Die Umbenennungsbestrebungen versandeten jedoch.
1922 wurde dem Territorium durch den „Northern Territory Representation Act 1922“ erstmals ein Sitz für das Bundesparlament eingeräumt; ab 2001 wurde ein weiterer Sitz zugestanden. Seit 1975 stehen dem Territorium auch zwei Vertreter im Senat zu, die gleichzeitig die australischen Territorien im Indischen Ozean, Christmas Island und die Cocos (Keeling) Islands, repräsentieren.
Für eine kurze Zeit von 1927 bis 1931 wurde das Northern Territory entlang des 20. Breitengrades Süd in North Australia und Central Australia aufgeteilt.
In der Zeit des Holocausts wurden Teile des NT im Kimberley-Plan als eine mögliche Jüdische Heimstätte in Betracht gezogen, um Juden aus Europa zu retten und dabei den Norden Australiens zu besiedeln, was nicht weiter verfolgt wurde. Während des Zweiten Weltkrieges stand der größte Teil des Top Ends aufgrund einer befürchteten japanischen Invasion unter Militärregierung. Nach Beendigung des Krieges wurde die Kontrolle an das Commonwealth of Australia zurückgegeben. Dies war das einzige Mal, dass ein Bundesstaat oder Territorium Australiens unter militärischer Kontrolle stand.
Die Aborigines hatten bis dato unter schlechten Löhnen und nicht vorhandenen Landrechten gelitten. Im Februar 1973 wurde mit der Aboriginal Land Rights Commission eine königliche Kommission eingerichtet, die von 1973 bis 1974 die Landrechte im Northern Territory untersuchte. Sie schlug die Einrichtung eines Central Land Councils und eines Northern Land Councils vor, die die Ansichten der Aborigines repräsentieren sollten. Die Regierung unter Gough Whitlam entwarf 1975 ein Gesetz zur Umsetzung, das 1976 von der Regierung unter Malcolm Fraser als Aboriginal Land Rights (Northern Territory) Act 1976 verabschiedet wurde. Dieses Gesetz legte die Grundlage dafür, dass Aborigines zum ersten Mal, basierend auf ihrer traditionellen Bewohnung, Landrechte beanspruchen konnten. Es trat am folgenden Australia Day, dem 26. Januar 1977, in Kraft.
Dem Territory wurde 1978 responsible government gewährt, mit einer legislativen Versammlung unter der Führung eines Chief Ministers. Der Administrator des Northern Territory ist der indirekte Repräsentant des britischen Monarchen, der formal Staatsoberhaupt Australiens ist, im Northern Territory.
Durch den Rights of the Terminally Ill Act von 1995 war das Northern Territory kurzzeitig eines der wenigen Länder der Erde, in denen Sterbehilfe legal gewesen ist. Das entsprechende Gesetz wurde 1997 jedoch durch ein Gesetz des Bundes aufgehoben, womit es de jure zwar noch in Kraft, de facto aber unwirksam ist, da es nicht angewendet werden darf.
1998 wurde ein Referendum über den zukünftigen Status des Northern Territorys abgehalten. Hierbei wurde mit einer knappen Mehrheit von 51,3 Prozent die Umwandlung in einen Bundesstaat abgelehnt und der Status als Territorium zunächst beibehalten. Im Juli 2015 erfolgte allerdings ein einstimmiger Beschluss des Council of Australian Governments (eine Versammlung von Vertretern der Bundesregierung, der Regierungen der Bundesstaaten und der Festlandterritorien sowie der Kommunen), nach dem das Northern Territory zum 1. Juli 2018 der siebte Bundesstaat Australiens werden sollte.
Die Geschichte der tropischen Bereiche des Northern Territory und insbesondere die der Hauptstadt Darwin ist auch durch die häufig auftretenden Zyklone bestimmt. Besonders heftige Stürme ereigneten sich in den Jahren 1897, 1937 und 1974 (Zyklon Tracy).

## Bevölkerung

Bevölkerungsentwicklung seit 1981, geschätzt

Nur 245.854 der knapp 25,2 Millionen Einwohner Australiens lebten im Dezember 2018 im Northern Territory, was ungefähr einem Prozent der Landesbevölkerung entspricht. Die meisten Einwohner konzentrieren sich auf die Hauptstadt Darwin, deren Satellitenstadt Palmerston sowie das als „Zentrum des Outbacks“ geltende Alice Springs im Landesinneren. Die restlichen Einwohner verteilen sich auf Townships im ganzen Territorium, insbesondere jedoch entlang des Stuart Highways, der das Territorium in Nord-Süd-Richtung durchquert, sowie einige weitläufige Farmen.
Das Northern Territory hat mit 29 Prozent den größten Aborigine-Anteil Australiens (Durchschnitt: 2,4 Prozent). Die größten Stämme sind die Pitjantjatjara nahe Uluru, die Arrernte um Alice Springs, die Luritja zwischen diesen beiden, die Warlpiri weiter nördlich und die Yolngu im östlichen Arnhemland.

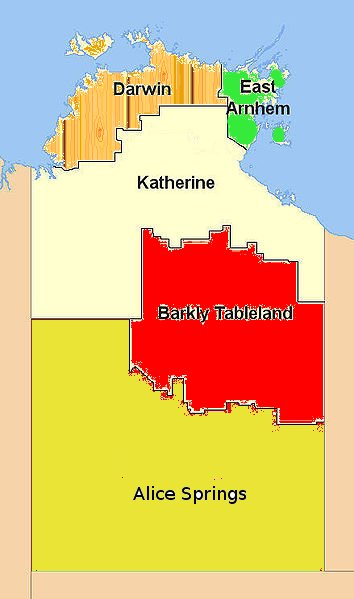
Regionen

| Statistical Division / District | Bevölkerung Ende 2018 |
| ------------------------------- | --------------------- |
| Greater Darwin                  | 148.564               |
| – Darwin city                   | 28.420                |
| – Darwin suburbs                | 57.083                |
| – Palmerston                    | 37.841                |
| – Litchfield                    | 25.220                |
| Katherine                       | 20.839                |
| Barkly                          | 6.115                 |
| Alice Springs                   | 39.388                |
| East Arnhem                     | 14.519                |
| Daly-Tiwi-West Arnhem           | 17.902                |

## Wirtschaft

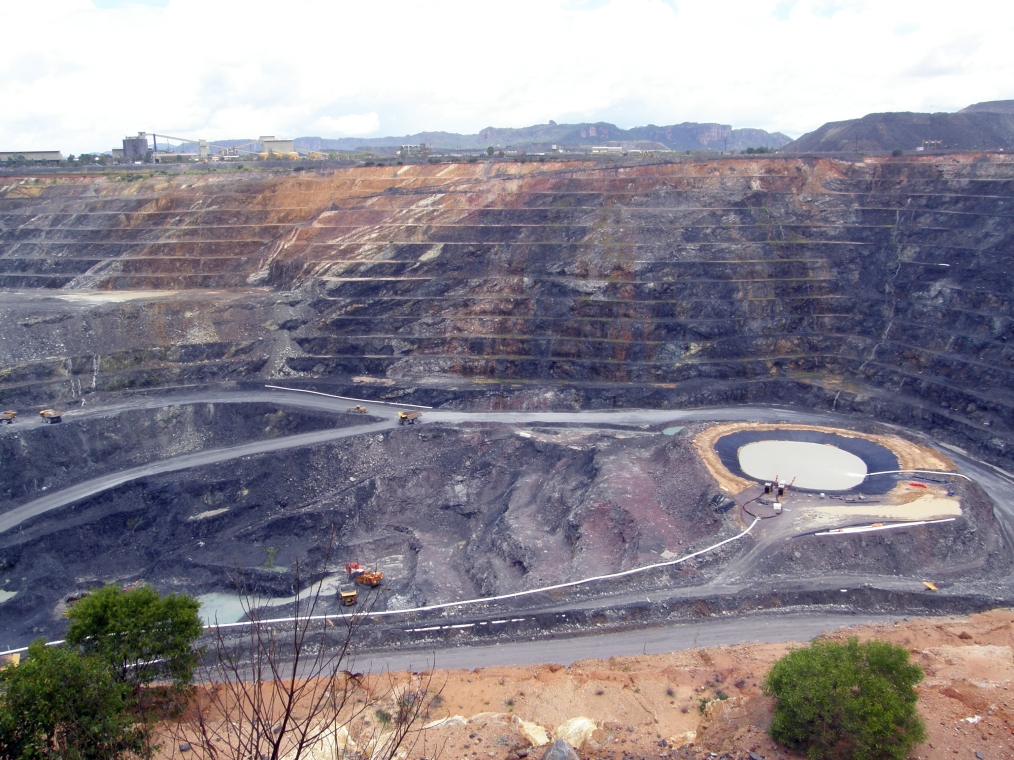
Uran-Abbau in der Ranger-Mine im Norden des NT

Begrenzt wird die wirtschaftliche Aktivität im Northern Territory nicht nur durch das aride Klima, sondern auch durch die mit rund 243.800 Einwohnern nur geringe Bevölkerungszahl. Das sind nur 1 % der australischen Bevölkerung. Dass das Northern Territory gleichwohl etwa ein Sechstel der Landfläche Australiens ausmacht, hat daher eine nur geringe wirtschaftliche Auswirkung: Ein erheblicher Teil des Landes weist überhaupt keine Bewohner auf. Gesamtwirtschaftlich spielt das Northern Territory deshalb für die australische Wirtschaft nur eine geringe Rolle.
Die relativ größte Bedeutung hat hier die exportorientierte Fleischrinderzucht. Bodenschätze wie Uran, Bauxit, Gold werden abgebaut und Energieträger wie Erdöl und Erdgas gefördert. Mit Hilfe seines Northern Territory Geological Survey bemüht sich das Territorium um weitere Rohstofferschließungsinvestitionen. Die verarbeitende Industrie (Nahrungsmittel, Textil und Maschinenbau) spielt eine geringe Rolle.
Ein wichtiger Faktor der Wirtschaft ist der Tourismus, vor allem an den weltbekannten Tourismus-Ikonen im Uluru-Kata-Tjuta-Nationalpark („Ayers Rock“ und „Olgas“). Auch die „Hauptstadt des Outbacks“, Alice Springs, und der Kings Canyon im Süden sowie der Kakadu- und der Litchfield-Nationalpark im Norden sind bedeutende Ziele auch des internationalen Tourismus.

## Verkehr

### Straße

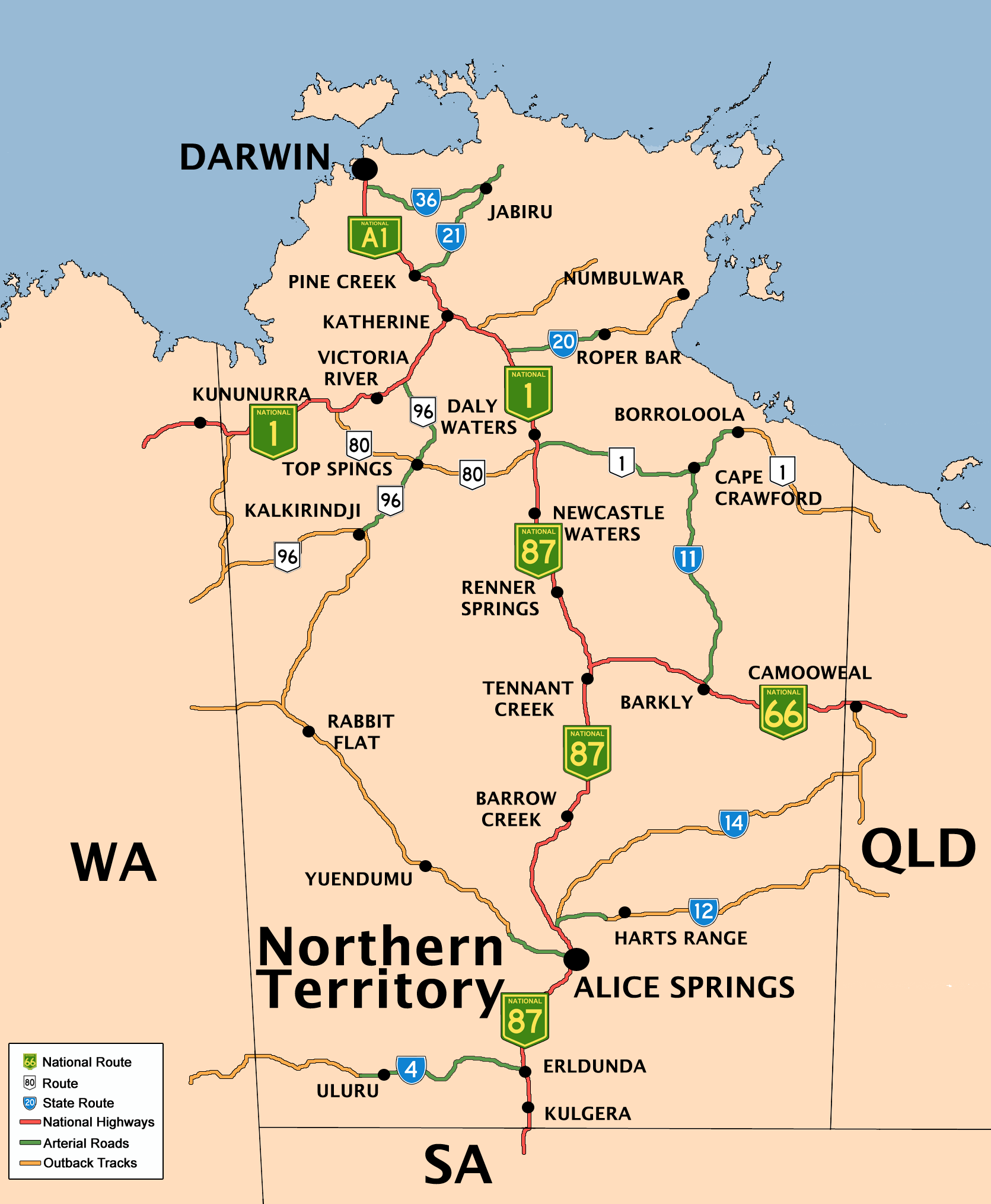
Überregionales Straßennetzwerk

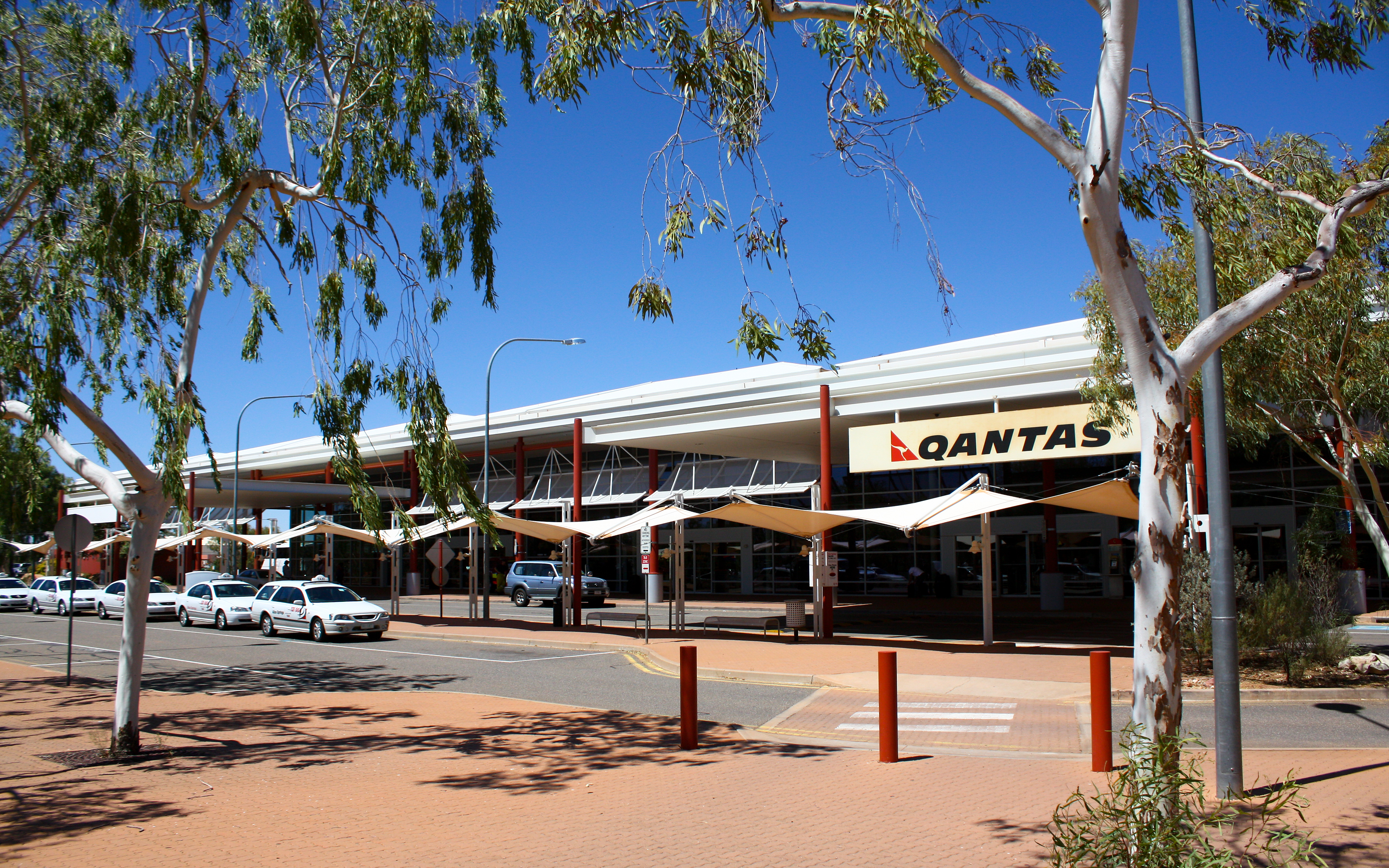
Alice Springs Airport

Die wichtigste Überlandstraße ist der Stuart Highway, der Darwin im Norden über Katherine und Tennant Creek mit Alice Springs im Zentrum verbindet. Von dort führt die durchgehend asphaltierte Straße weiter bis nach Adelaide an der Südküste des Kontinents und stellt somit die bedeutendste Nord-Süd-Verbindung Australiens dar, über die mittels Road Trains ein großer Teil des Warenverkehrs abgewickelt wird.
Der vom Stuart Highway abzweigende Barkly Highway ist die wichtigste Straßenverbindung zwischen dem Northern Territory und Queensland, die entsprechende Verbindung mit Western Australia wird durch den Victoria Highway bereitgestellt.
Weitere wichtige Straßen sind: Arnhem Highway, Buchanan Highway, Buntine Highway, Carpentaria Highway, Kakadu Highway, Lasseter Highway, Plenty Highway, Roper Highway, Sandover Highway, Savannah Way, Tablelands Highway.

### Eisenbahn
Anfang 2004 wurde die Zentralaustralische Eisenbahn, die bis dahin von South Australia kommend in Alice Springs endete, nach Darwin verlängert. Neben den Road Trains trägt somit nun auch die Eisenbahn zur Erschließung der Region bei. Auf diese Weise gelangen australische Exportgüter einfacher auch zum wichtigsten Hafen im Asienverkehr, Darwin. Personenverkehr wird auf der Strecke durch den weitgehend touristisch geprägten Zug The Ghan angeboten.

### Flugverkehr
Der Darwin International Airport ist der einzige internationale Flughafen des Territoriums. Kleinere Flughäfen für inneraustralische Flüge sind unter anderem Alice Springs Airport, Connellan Airport (Ayers Rock), Katherine Airport und Tennant Creek Airport. Außerdem gibt es viele Landepisten für Kleinflugzeuge.

## Universitäten
- Charles Darwin University (CDU), Darwin